# 浊点萃取
浊点萃取（Cloud point extraction）是一种新型的液-液萃取技术，成本低，易分离且操作非常简单，在金属离子的分离富集中应用日趋广泛。

## 原理
当表面活性剂水溶液加热超过一定温度时，溶液会出现浑浊，该温度称为浊点温度（Cloud Point）。利用浊点现象，样品中的亲水性物质与疏水性物质得以分离，该过程即为浊点萃取。